# 241 aC
El 241 aC va ser un any del calendari romà prejulià. Durant la República i l'Imperi Romà, era conegut com a any del consolat d'Àtic i Cercó (o també any 513 ab urbe condita). L'ús del nom «241 aC» per referir-se a aquest any es remunta a l'alta edat mitjana, quan el sistema Anno Domini va ser el mètode de numeració dels anys més comú a Europa.

## Esdeveniments

### Imperi Selèucida i Egipte
- Seleuc II Cal·linic, rei selèucida, signa amb el rei d'Egipte Ptolemeu III Evèrgetes I un tractat de pau pel qual Egipte conserva Efes, Milet, Priene, Samos, Lèbedos, el sud de Jònia, Cària, Lícia, Pamfília, Cilícia Occidental i Celesíria, i els territoris que dominava a Tràcia (Abdera, Cípsela, Samotràcia, Sestos i el Quersonès).[2]

### Àsia Menor
- Àtal I puja al tron de Pèrgam. Succeeix en el tron el seu cosí Èumenes I.[3][4]

### Àfrica
- Guerra dels Mercenaris, una revolta dels exèrcits de mercenaris al servei de l'Imperi cartaginès durant i al final la Primera Guerra Púnica, que compta amb el suport d'assentaments a Líbia descontents amb el control del territori pels cartaginesos.[5]
- Els caps dels mercenaris eren Espendi, un antic esclau romà, Mató, africà i Autàrit, cap dels mercenaris gals. Quan Giscó, general cartaginès, comandant de la guarnició de Lilibèon, va a pactar amb els amotinats, uns 20.000, que han ocupat Tunis a uns 15 km de Cartago enviat pel senat cartaginès, ofereix tot el que demanen, però els caps de la revolta temen per la seva seguretat, i no accepten els oferiments. Detenen i empresonen a Giscó, que més tard mor per ordre d'Autàrit.[6]

### Antiga Grècia
- Euridàmides és nomenat rei d'Esparta després de l'execució del seu pare Agis IV.[7]

### Antiga Roma
- Aquest any són elegits cònsols Aulus Manli Torquat Àtic i Quint Lutaci Cercó.[8]
- A la batalla d'Egusa (10 de març), la flota romana, dirigida pel cònsol de l'any anterior Gai Lutaci Càtul, va vèncer la flota cartaginesa comandada per Hannó II el Gran.[9]
- Lutaci Catul, exigeix als cartaginesos que signin l'anomenat Tractat de Lutaci, que posa punt final a la Primera Guerra Púnica.[10][11][12]
- Poc després d'haver-se declarat la pau, els faliscs de Faleris es revolten per causes que no es coneixen, i els dos cònsols ataquen la ciutat que conquereixen en sis dies. Confisquen la meitat de la terra dels faliscs i destrueixen la ciutat. Per aquesta victòria els dos cònsols obtenen el triomf.[13]
- Luci Cecili Metel, que aquest any és pontífex màxim, rescata el pal·ladi quan s'incendia el temple de Vesta i resulta ferit, perdent la vista. El recompensen amb una estàtua al Capitoli i amb el permís, que no s'havia donat mai a ningú, d'anar al senat en cotxe.[14][15]

## Necrològiques
- Agis IV, rei d'Esparta. Leònides II, l'altre rei d'Esparta, el fa detenir. Va a la presó amb un escamot per assegurar-se de que Agis no s'escaparà, i amb els èfors a favor seu celebra un judici. Com que Agis no es penedeix dels seus actes el condemnen i l'executen, juntament amb la seva mare Agesístrata i la seva àvia. És el primer rei d'Esparta mort per ordre dels èfors.[16]